# Collonges-la-Rouge
 Collonges-la-Rouge  (en occitano Colonjas) es una comuna y población de Francia, en la región de Lemosín, departamento de Corrèze, en el distrito de Brive-la-Gaillarde y cantón de Meyssac.
Su población en el censo de 2008 era de 460 habitantes.
Está integrada en la Communauté de communes des Villages du Midi Corrézien.
El apelativo de la Rouge (en francés la roja) le viene del hecho de estar construidos muchos de sus edificios con piedra de rodeno (arenisca rojiza), lo que da a la villa ese color y constituye uno de sus atractivos para el turismo.

## Demografía
| 401 | 375 | 360 | 379 | 381 | 413 | 460 |
| Para los censos de 1962 a 1999 la población legal corresponde a la población sin duplicidades (Fuente: INSEE [Consultar]) |     |     |     |     |     |     |